# Ermita de Nuestra Señora de la Esperanza (Cumbres Mayores)
La ermita de Nuestra Señora de la Esperanza de Cumbres Mayores (provincia de Huelva, España) en la cual recibe culto la Excelsa Patrona y Alcaldesa Honoraria Perpetua de la localidad data de principios del siglo XIV, habiendo sufrido en siglos posteriores diversas reformas. 
Consta de tres naves de gran anchura, con arcos ojivales, la bóveda del Presbiterio es de ladrillos y el resto tenía la techumbre de madera sustituida más tarde por la bóveda y columnas que la sostienen. 
La imagen de la titular está colocada en un camarín en el centro del retablo del altar mayor, el cual fue realizado en escayola, dorado y pintado en 1991. Se trata de una imagen de candelero para vestir, obra anónima de la Escuela Sevillana de finales del siglo XVI. 
En torno a la Virgen de la Esperanza se celebran varios cultos y fiestas durante todo el año, celebra su fiesta principal el Lunes de Albillo, lunes posterior a la Dominica in albis o Domingo in albis, llamado también Segundo Domingo de Pascua. Posteriormente la Solemne Novena, que se prolonga hasta el cuarto domingo de Pascua, durante el cual tiene lugar el Devoto Besamanos a la Sagrada Imagen. En vísperas del Corpus Christi, es trasladada al pueblo, para acompañar en el Jueves del Corpus, al Santísimo Sacramento en su procesión, volviendo a su ermita en el Domingo del Corpus o Domingo de la Octava.
En referencia a su extenso patrimonio, destacamos los dos mantos de salida: uno de terciopelo verde bordado en oro, obra del Taller de Esperanza Elena Caro (1930), y otro de tisú de oro verde manzana bordado en oro, obra del taller de Francisco Carrera Iglesias (2006). Además de la Corona de salida, cetro, y varias piezas más. 
La Virgen de la Esperanza, posee además una hermandad filiar, situada en Puebla de Farnals (Valencia), fruto de la emigración de hijos del pueblo, a otras tierras en busca de trabajo. 